# Corzanes
Corzanes (llamada oficialmente San Miguel de Corzáns) es una parroquia del municipio de Salvatierra de Miño, en la provincia de Pontevedra, Galicia, España.
Su patrón es San Miguel, al que está dedicado su iglesia.